# Андриссен, Хендрик
Хенрик Франциск Андриссен (Hendrik Franciscus Andriessen, 17 сентября 1892 года, Харлем — 12 апреля 1981 года, там же) — голландский композитор и органист, педагог.

## Биография
Родился в семье Николааса Андриссена (1845—1913), органиста в церкви св. Иосифа и художницы Гезины Вестер (1857—1939, дочь живописца Виллема Вестера). Старший брат Хендрика — пианист и композитор Виллем Андриссен, младшая сестра — нидерландский скульптор Мари Сильвестр Андриссен.
В 1919 году женился на Иоганне Юстине Аншютц, у них было шестеро детей. Некоторые также стали музыкантами: Хелена Андриссен, (1921—2000), флейтистка, Юриан (1925—1996), композитор, работавший под псевдонимом Лесли Кул, Сесилия Андриссен (1931—2019), пианист и композитор, играла в дуэте с Луи, Луи Андриссен (род. в 1939), известный нидерландский композитор.

## Музыкальная карьера
Сначала Хендрик обучался у своего отца, затем у харлемского органиста Луи Роберта. Учился в Амстердамской консерватории. В числе его педагогов Жан-Батист де Пау и Бернард Зверс. После смерти отца, в 1913 году становится органистом в церкви св. Иосифа, специализируется на импровизации и пишет свои первые композиции. В 1917 году познакомился с Альфонсом Диппенброком. С 1927 года начинает преподавание в Амстердамской консерватории, также был преподавателем композиции и органа в Католической школе Утрехта. В 1934 году стал органистом Утрехтского собора святой Екатерины, в 1937 становится директором Утрехтской консерватории..
Во время второй Мировой войны с 1942 года пребывал в лагерях для интернированных: Хаарене и затем Синт-Михилсгестеле. В это время он пишет книгу о Сезаре Франке, однако мало сочиняет музыки — его произведения под запретом, к тому же Хендрик отказался вступить в голландскую культуркамеру (Kultuurkamer). Несмотря на запреты, он входит в это время в топ-5 композиторов Голландии. наряду с Диппенброком. В 1949 году Андриссен становится директором Королевской консерватории в Гааге, совмещая позднее эту должность с преподаванием в Католическом университете Неймегена с 1952 по 1963 годы. В 50-е годы получает приз Йохана Вагенаара, пишет книги «О музыке», «Музыка и музыкальность». В 1958 году получает приз Фонда сопротивления художников (его сестра Мари получила аналогичный приз в 1955 году)..
Значение Хендрика Андриссена в том, что он оказал большое влияние на католическую литургическую музыку.

## Избранные работы
В числе работ — 8 месс, 4 симфонии, вариации для оркестра, камерная музыка, гимн Te Deum, сонаты для виолончели и фортепиано, произведения для органа, ноты для голоса в сопровождении оркестра.

### Оркестровые произведения
Симфонии
- Симфония № 1 (1929—1930)
- Симфония № 2 (1937)
- Симфония № 3 (1946)
- Симфония № 4 (1954)
- Symphonie Concertante for Violin, Viola & Orchestra (1962)

Оперы
- Филомела (1948—1949), в 3 актах. премьера — 1950 год, Амстердам, либретто — Ян Энгельман.
- Зеркало из Венеции (De Spiegel uit Venetië), (1963—1964), премьера — 1967, Хилверсюм.

### Дискография
- Соната для виолончели и фортепиано (вышел в 2010 году)[6];
- Оркестровые произведения, Vol 1. — Симфония № 1, Балетная сюита, Вариации и фуга на темы Иоганна Кунау (2012 год)[7];
- Оркестровые произведения, Vol 2. — Симфония № 2, Ричеркар и др. произведения (вышел в 2013 году)[8];
- Оркестровые произведения Vol 3. — Симфония № 3, Symphonie Concertante (вышел в 2015 году)[9];
- Оркестровые произведения, Vol 4. — Симфония № 4, Рапсодия «Libertas venit», Каприччио, Канцоны (вышел в 2017 году)[10].